# Ледена шапка
Ледена шапка е ледена маса, която покрива по-малко от 50 000 km2 суша. По-големите от тази площ ледени маси се наричат ледени щитове. Пример за ледена шапка е Вахтнайокутъл в Исландия.
Ледените шапки не се ограничават от топографските особености на терена и могат да покриват и планини. За разлика от тях, ледените маси, които се органичават от топографските особености се наричат ледникови полета. Куполът на ледената шапка обикновено е центриран при най-високата част на масива. Ледът се стича навън от тази точка към периферията на ледената шапка.
Ледените шапки имат значително въздействие върху геоморфологията на района, който заемат. Пластично извайване, издълбаване и други ледникови ерозионни характеристики стават видими след отдръпването на ледовете. Много езера, като например Големите езера в Северна Америка, са резултат от ледникова дейност.
Средната температура на ледниковите маси на Земята варира между −20 °C и −30 °C. Ядрото на ледената шапка има постоянна температура, която е между −15 °C и −20 °C.
Регион на голяма географска ширина, покрит с лед, се нарича полярна шапка (макар да не е строго ледена шапка, тъй като превишава максималната площ, посочена по-горе).